# Aspidosiphon tenuis
Aspidosiphon tenuis är en stjärnmaskart som beskrevs av Sluiter 1886. Aspidosiphon tenuis ingår i släktet Aspidosiphon och familjen Aspidosiphonidae. Inga underarter finns listade i Catalogue of Life.